# Zanowiny
Zanowiny (biał. Занавіны, Zanawiny; ros. Зановины, Zanowiny) – wieś na Białorusi, w obwodzie brzeskim, w rejonie kamienieckim, w sielsowiecie Kamieniuki.
W latach 1921–1939 należała do gminy Białowieża.
Według Powszechnego Spisu Ludności z 1921 roku wieś zamieszkiwało 18 osób, wszystkie były wyznania prawosławnego oraz zadeklarowały polską przynależność narodową.